# 4-амінофенол
4-амінофенол ― органічна сполука з класу амінофенолів. Є ізомером 2-амінофенолу та 3-амінофенолу. За стандартних умов є кристалічною речовиною, існує у 2 формах. Легко окиснюється.

## Отримання та очищення

### Відновленням нітробензену
При відновленні нітробензен до 4-амінофенолу, проміжним продуктом реакції є фенілгідроксиламін, який потім перегруповиється, утворюючи 4-амінофенол:
{\displaystyle {\ce {C6H5-NO2 ->[H2] C6H5-NH-OH -> HO-C6H4-NH2}}}
Існує декілька способів провести цю реакцію. Спочатку як відновник застосовували метал з розведеною сульфатною кислотою. Зараз використовують водень як відновник, а каталізаторами є метали, переважно паладій і платина.
Також, було проведено дослідження, в якому досліджували ще один метод відновлення нітробензену ― електроліз. При цьому як електроліт застосовували розчин сульфатної кислоти. Найбільші виходи 4-амінофенолу спостеригалися при застосуванні амальгами міді як катода.

### Відновленням 4-нітрофенолу
Також може бути отриманий відновленням 4-нітрофенолу:

### Амінуванням похідних фенолу
При взаємодії гідрохінону з аміаком одна з гідроксильних груп гідрохінону замінюється аміногрупою:
{\displaystyle {\ce {HO-C6H4-OH + NH3 -> HO-C6H4-NH2 + H2O}}}
4-амінофенол також утворюється при взаємодії 4-хлорофенолу з аміаком. Цю реакцію проводять в автоклаві за температури 140 °С та в присутності купрум сульфату:
{\displaystyle {\ce {HO-C6H4-Cl + 2NH3 -> HO-C6H4-NH2 + NH4Cl}}}

### Очищення
Очищення можливе за допомгою пропан-2-олу, кетонів, толуену та інших сполук.

## Токсичність
За умов хронічного впливу може викликати алергію шкіри, може вражати нирки.

## Застосування
4-амінофенол є прекурсором до фармацевтичний препаратів. Наприклад, при взаємодії з оцтовим ангідридом утворюється парацетамол:
Також застосовується для фарбування хутра та пір'я.
Ще, 4-амінофенол використовується у фотографії як проявник.